# Newcastle-under-Lyme
Ne pas confondre avec la ville beaucoup plus grande de Newcastle upon Tyne
Newcastle-under-Lyme est une ville d'Angleterre, dans le Staffordshire, et le chef-lieu du borough de Newcastle-under-Lyme. sa population est de 73 944 habitants (2001).

## Histoire
Newcastle-under-Lyme se constitua autour d'un « château neuf » construit au XIIe siècle pour remplacer celui de Chesterton, Staffordshire-Chesterton, quelques kilomètres plus au nord. Lyme fait référence au ruisseau de Lyme Brook ou à la Forest of Lyme, forêt de tilleuls qui couvrait la région au Moyen Âge.
Henri II lui conféra une charte en 1173, et Henri III certains privilèges en 1235. En 1265, la ville fut donnée à Simon V de Montfort, puis, quand les biens de ce dernier furent confisqués, à Edmond de Lancastre, le plus jeune fils du roi. Elle resta dans la maison de Lancastre jusqu'à l'avènement du roi Henri IV d'Angleterre.

## Éducation
- Université de Keele

## Sport
- Newcastle Town

## Personnalités liées à la ville
- Philip Astley (1742-1814), écuyer.
- Michel Mikhaïlovitch de Russie (1861-1929), grand-duc de Russie.
- Reginald Mitchell (1895-1937), ingénieur aéronautique.
- Robbie Earle (1965), footballeur.